# داگلاس اپلگیت
داگلاس ارل اپلگیت (Douglas Earl Applegate)‏ (۲۷ مارس ۱۹۲۸ – ۷ اوت ۲۰۲۱)، از سیاستمداران آمریکایی بود که طی سال‌های ۱۹۷۷ تا ۱۹۹۵ از سوی حزب دموکرات، نمایندگی حوزه انتخابیه منطقه ۱۸ اوهایو را در مجلس نمایندگان ایالات متحده بر عهده داشت. وی پیش از حضور در این مجلس از سال ۱۹۶۱ تا ۱۹۶۸ در مجلس نمایندگان اوهایو و در فاصله سال‌های ۱۹۶۹ تا ۱۹۷۴ در مجلس سنای این ایالت مشغول خدمت بود.
اپلگیت در شهر استوبن‌ویل از توابع ایالت اوهایو متولد شد؛ پدرش، ارل اپلگیت، شهردار و نماینده مجلس ایالتی بود. او خود در دبیرستان استوبن‌ویل تحصیل کرد. در انتخابات سال ۱۹۶۰ به همراه مایکل بلیشاک به مجلس نمایندگان ایالت اوهایو راه یافت، آن هم از منطقه‌ای که چندین نامزد داشت. البته در سال ۱۹۶۲ بلیشاک را نیز شکست داد و خود به تنهایی نمایندگی این منطقه را بر عهده گرفت. وی در طول مدت فعالیتش به عنوان نماینده مجلس، با جان لانگزورث و کنث اف‌بری، سناتورهای جمهوریخواه نیز رقابت کرد و در برابر آنها به پیروزی رسید.
او اینطور برنامه‌ریزی کرده بود که در انتخابات ۱۹۷۸ جانشین وین هیز در مجلس نمایندگان ایالات متحده آمریکا شود ولی با کناره‌گیری این نامزد دموکرات‌ها از رقابت‌های انتخاباتی ۱۹۷۶، اپلگیت در همین دوره جانشین هیز شد. وی تا انتخابات ۱۹۹۴ که زمان بازنشستگیش فرا رسید، در مقام نماینده مشغول کار بود و در طول دوران خدمتش در کمیته‌های حمل‌ونقل، امور عام‌المنفعه و امور مربوط به سربازان بازنشسته حضور داشت. باورها و موضع‌گیری‌های وی متنوع بود و از عقاید لیبرال تا محافظه‌کار را شامل می‌شد. چنانچه «سازمان آمریکایی‌های حامی اقدامات دموکراتیک» برای او امتیاز ۵ تا ۸۰ درصد را در نظر گرفته در حالیکه «اتحادیه محافظه‌کاران آمریکا» امتیازی بین ۱۲٫۵۰ تا ۶۴٫۸۶ درصد را به او اختصاص داده‌است.
اپلگیت برای نامزدی در انتخابات ریاست‌جمهوری در دور مقدماتی انتخابات ۱۹۸۸ با حمایت نمایندگان ایالتی وارد عرصه رقابت شد. او شش نماینده از منطقه تحت نظارت خود مدنظر داشت که تنها یک نفر از آنها به پیروزی رسید، بدین‌ترتیب او در کنوانسیون ملی دموکرات‌ها به مایکل دوکاکیس رأی داد. وی در تلاش بود تا سناتور جان گلن را که حامی او در انتخابات مقدماتی ۱۹۸۴ بود، به عنوان معاون رئیس‌جمهور معرفی کند که در این مسیر موفق نبود. اپلگیت در سال ۲۰۲۱ درگذشت.

## اوان زندگی و تحصیلات
داگلاس ارل اپلگیت در ۲۷ مارس ۱۹۲۸ در شهر استوبن‌ویل اوهایو به دنیا آمد. پدرش، ارل اپلگیت، شهردار استوبن‌ویل بود و در مجلس نمایندگان اوهایو نیز حضور داشت. او در ۱۹۷۴ از دبیرستان استوبن‌ویل فارغ‌التحصیل شد و در سال ۱۹۵۶ در کسوت یکی از کارگزاران مجاز املاک مشغول کار شد. اپلگیت با بتی ازدواج کرد و از او صاحب دو فرزند شد. وی از پیروان کلیسای پرسبیتاری بود.

## سال‌های واپسین حیات
اپلگیت در انتخابات ۲۰۰۶ از نامزدی زک اسپیس در برابر رالف اپلگیت از سوی دموکرات‌ها در حوزه انتخابیه هیجدهم حمایت کرد و با این اقدام نشان داد که رالف به هیچ عنوان مورد تأیید وی نیست و هیچ‌گونه نسبت خویشاوندی نیز با او ندارد. جیسون ویلسون که در سال ۱۹۹۰ دستیار اپلگیت در کنگره بود، در انتخابات ۲۰۰۶ به مجلس سنا راه یافت. اپلگیت در سال‌های پایانی زندگی به اسپرینگ‌هیل واقع در فلوریدا نقل مکان کرد و همسرش در ۵ ژوئن ۲۰۲۰ درگذشت، پیش از آنکه خودش در ۷ اوت ۲۰۲۱ از دنیا برود.

## مواضع سیاسی

### اقتصاد
اپلگیت یکی از پانزده دموکراتی بود که به بودجه ۱ میلیارد و ۳۰۰ میلیون دلاری فرماندار جیم رودز در سال ۱۹۶۳ رأی مثبت دادند. در ۱۹۷۳، مجلس سنای ایالتی با نوزده رأی موافق در برابر پانزده رأی مخالف، بودجه پیشنهادی فرماندار جان جی. گیلیان به مبلغ ۹ میلیارد و ۹۰۰ میلیون دلار را تأیید کرد، اپلگیت از جمله موافقان آن بود. اتاق بازرگانی ایالات متحده آمریکا در سال ۱۹۸۲ امتیاز ۲۱ درصد را برای او منظور کرد. وی در سال ۱۹۸۲ به متمم قانون بودجه متوازن رأی مثبت داد.
او در سال ۱۹۷۹ در موافقت با کاهش ده درصدی بودجه وزارت امور خارجه ایالات متحده آمریکا رأی داد که در صورت تصویب بودجه این وزارتخانه را بیش از ۲۰۰ میلیون دلار کاهش می‌داد. گروهی از مشاوران که از سوی رئیس‌جمهور رونالد ریگان مأموریت یافته بودند، گزارشی ارائه کردند مبنی بر اینکه وظایف و مسئولیت‌های وزارت امور کهنه‌سربازان را می‌توان به سایر دستگاه‌ها محول کرد. در پی این گزارش، اپلگیت با انحلال این وزارتخانه به مخالف برخاست.
مجلس نمایندگان با ۲۸۲ رأی موافق در برابر ۱۳۱ رأی مخالف، قانون تسهیل و کاهش مالیات را در سال ۱۹۷۷ به تصویب رساند. اپلگیت از موافقان این قانون بود ولی او و سایر نمایندگان مجلس پیشنهاد جمهوریخواهان مبنی بر کاهش مستمر مالیات‌ها را نپذیرفتند. او به مصوبه پرداخت کمک ۱٫۵ میلیارد دلاری به شرکت خودروسازی کرایسلر رأی موافق داد ولی با طرح پیشنهادی کارتر و دریافت کارمزد ۱۰ سنتی از گازوئیل مخالفت کرد. او از موافقان افزایش حداقل دستمزد در سال ۱۹۸۹ از ۳٫۳۵ دلار در هر ساعت به ۴٫۵۵ دلار بود.
یک گزارش پنجاه صفحه‌ای از اپلگیت به عنوان یکی از اعضای دموکرات سنای ایالتی نام برد که به دلیل آنکه مانعی بر سر راه فعالیت‌های فدراسیون کار آمریکا و کنگره سازمان‌های صنعتی (AFL_CIO) تلقی می‌شد تحت کنترل این اتحادیه قرارداشت، هرچند فرانک دبلیوکینگ، رئیس AFL-CIO در اوهایو این ادعا را رد کرد. مجلس نمایندگان با ۲۱۷ رأی موافق در مقابل ۲۰۵ رای مخالف که اپلگیت نیز در زمره موافقان بود، با قانون بسط قدرت اعتصاب کارگران ساختمانی مخالفت کرد. فدراسیون کار آمریکا و کنگره سازمان‌های صنعتی (AFL_CIO) در سال ۱۹۸۲ امتیاز ۶۹ درصد را برای او منظور کرد. وی از مخالفان توافقنامه تجارت آزاد آمریکای شمالی بود.